# Auzouville-sur-Saâne
Auzouville-sur-Saâne település Franciaországban, Seine-Maritime megyében. Lakosainak száma 146 fő (2022. január 1.). Auzouville-sur-Saâne Val-de-Saâne, Lestanville, Saâne-Saint-Just, Saint-Ouen-le-Mauger és Saint-Pierre-Bénouville községekkel határos.

## Népesség
A település népességének változása:
| Lakosok száma | 154  | 153  | 152  | 151  | 150  | 150  | 149  | 146  |
|               | 2013 | 2015 | 2017 | 2018 | 2019 | 2020 | 2021 | 2022 |